# Spisek kazański

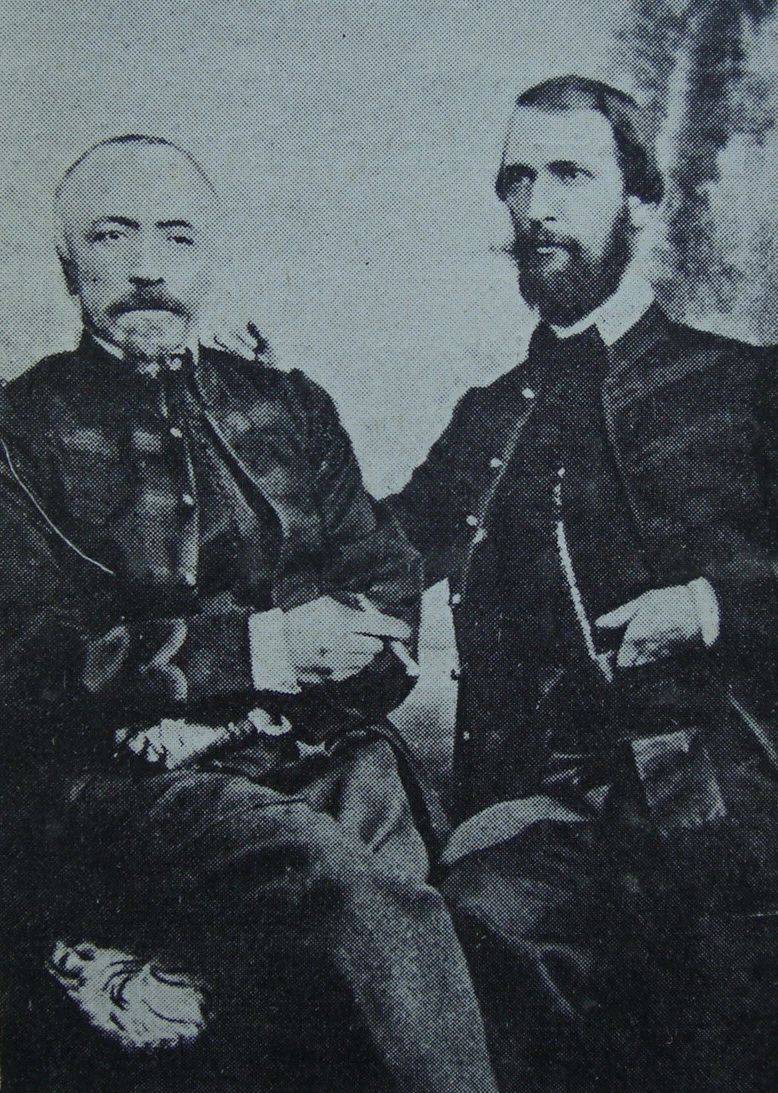
Przywódca spisku Hieronim Kieniewicz (z prawej)

Spisek kazański – próba wzniecenia powstania wojskowo-chłopskiego w rejonie Wołgi wiosną 1863 r., podjęta za porozumieniem przywódców powstania styczniowego i członków tajnego stowarzyszenia rewolucyjnego Ziemia i Wolność.